# Droga wojewódzka nr 562
Droga wojewódzka nr 562 (DW562) – droga wojewódzka o długości 46 km, łącząca DK67 w m. Szpetal Górny (województwo kujawsko-pomorskie) z  DW559 w Płocku (województwo mazowieckie).